# Pédopornographie
Pour des articles plus généraux, voir Pornographie et Agression sexuelle sur mineur.
La pédopornographie (également appelée pornographie pédophile, pornographie infantile, pornographie enfantine ou pornographie juvénile) consiste à représenter des activités sexuelles impliquant un ou plusieurs enfants,,. Par définition, les actes sexuels enregistrés et produits dans le contexte de la pédopornographie sont des abus sexuels sur mineurs,,,,,.
94 des 187 États membres d'Interpol possèdent des lois qui s'adressent uniquement à la pédopornographie en date de 2008. Sur ces 94 pays, 58 étaient en possession de productions pédopornographiques liées à la distribution. La distribution et la possession de pornographie infantile sont criminelles dans presque tous les pays européens. Des mouvements tentent de globaliser la lutte contre la pédocriminalité, comme des organisations internationales majeures telles que les Nations unies et la Commission européenne.

## Production et distribution
Des enfants de tout âge, incluant les nourrissons, sont victimes d'abus dans les productions pornographiques,. Le département de la Justice des États-Unis estime à plus d'un million le nombre d'enfants victimes de sévices rien qu'aux États-Unis. Il existe un lien grandissant entre les jeunes enfants et une très grande brutalité ; d'après Flint Waters, investigateur de l'Internet Crimes Against Children Task Force, « ces types abusent d'enfants et de nourrissons. Vous pouvez entendre l'enfant pleurer dans la vidéo, suppliant qu'on vienne l'aider. C'est terrible ».
L'association britannique National Children's Home (actuellement Action for Children) explique que les demandes de pédopornographie sur Internet ont mené à des cas grandissants de sévices sexuels sur des mineurs, à la suite d'un nombre grandissant d'enfants victimes d'abus dans les productions.
Dans une étude recensant des hommes arrêtés pour possession de pornographie infantile aux États-Unis entre 2000 et 2001, 83 % d'entre eux étaient en possession d'images pornographiques d'enfants prépubères et 80 % en possession d'images pornographiques avec pénétration sexuelle. Approximativement 1 sur 5 (21 %) étaient en possession d'images avec sévices violents (bondage, viol ou torture) et la grande partie de ces images montraient des enfants bâillonnés, attachés, ou en train de subir des sévices sexuels sadiques. Plus d'un sur 3 (39 %) étaient en possession de vidéos. Environ la moitié (48 %) se trouvaient en possession d'une centaine d'images, tandis que 14 % étaient en possession de plus d'un millier d'images. 40 % avaient sexuellement abusé d'enfants et étaient en possession de production pédopornographiques.
Le pourcentage d'individus ayant déjà consommé de la pédopornographie est estimé à environ 2 à 4 % selon les recherches de Seto en 2013. 88 % des agresseurs sexuels avec contact sont des hommes alors que le pourcentage de consommateurs masculins de pédopornographie s'élève à 99 %.

### Généralités
Des chiffres notables — à prendre avec précaution car souvent lancés par des entreprises spécialisées dans la sécurité — le sujet étant actuellement encore très mal connu puisque cette activité est illégale. Le chiffre d'affaires de la pornographie infantile aux États-Unis est estimé à deux à trois milliards de dollars US par an[citation nécessaire]. Un million d'images pornographiques et 40 millions de pages Internet concernent la pornographie infantile. En Allemagne, 130 000 enfants (d'après la police) seraient contraints à des pratiques pornographiques[citation nécessaire]. D'après la secrétaire générale de l'Organisation contre l'exploitation sexuelle des enfants, Katrin Hartmann, il existe dans les États de l'ex-Union soviétique des organisations mafieuses qui font commerce de l'exploitation pornographique des enfants[citation nécessaire].
Dans le cadre du projet COPINE — Combating Paedophile Information Networks in Europe, l'équipe de recherche du professeur Taylor a constitué une base de données de plus de 60 000 images anciennes, nouvelles et récentes de pédopornographie. Environ 43 000 de ces images représentent des filles et 18 000 des garçons. Chaque semaine, l'équipe recueille quelque 1 000 images de pornographie juvénile à partir de 60 groupes de discussions différents. La majorité de ce contenu téléchargé est relativement ancien et consiste en des photos scannées dans des magazines comme Lolita, produits il y a 30 ou 40 ans.
Le développement d'Internet a également favorisé la circulation de ce type de pornographie,. Une enquête commanditée par l'Organisation des Nations unies a estimé entre 3 et 20 milliards de dollars le chiffre d'affaires généré par la diffusion de pornographie infantile. Les études notent des cas de graves troubles psychologiques chez les enfants, dont des tendances suicidaires pour certains d'entre eux.
En août 2020, Amazon est contraint de retirer de la vente des poupées sexuelles représentant de très jeunes enfants.

### Images non photographiques
Si les photographies d'enfants de moins de 18 ans sont interdites dans la plupart des pays de l'OCDE, le cas des images simulées est très disparate. Par exemple au Japon des mangas et anime impliquant des personnages ayant clairement moins de 18 ans sont acceptés. On parle notamment de lolicon ou shotacon, bien que ces termes soient utilisés aujourd'hui pour des catégories d'œuvres bien plus larges : des séries explicitement pédopornographiques, des séries avec des enfants aux comportements provocateurs (par exemple Kodomo no jikan qui a suscité de nombreux débats sur la toile), des séries basées sur des enfants mais qui les représentent dans des tenues, angles ou scènes généralement considérées comme tendancieuses (par exemple Sky Girls, Strike Witches ou Ro-Kyu-Bu!), ou encore des séries avec des enfants normaux mais avec des adultes ayant de telles tendances (par exemple Kanamemo (en), Inu x Boku SS). Il devient d'ailleurs fréquent dans les comédies tout public d'avoir un personnage de ce genre pour alimenter les situations cocasses, où l'adulte « déviant » tente de profiter de la moindre occasion mais se fait toujours remettre en place par les autres protagonistes (par exemple Haruka Nishida dans Kanamemo). Ces termes sont donc aujourd'hui relativement banalisés et ne font donc plus nécessairement référence à de la pédopornographie. Néanmoins, ces séries japonaises (qu'elles soient pornographiques ou pas) sont de plus en plus critiquées, par les pays occidentaux mais aussi de plus en plus au Japon directement, et cela suscite des débats et conflits notamment entre les auteurs de ces œuvres et certains groupes prônant la protection de l'enfance.[réf. nécessaire]
Le Royaume-Uni interdit clairement de détenir non seulement des photographies d'enfant pornographiques ou indécentes, mais aussi des pseudo-photographies, terme désignant une image d'un réalisme tel qu'on pourrait la prendre pour une photographie. Cette loi peut donc viser toute peinture ou image de synthèse, mais seulement si elle est réaliste.
En Suède en 2012, un homme a été condamné en première et deuxième instance à des amendes de respectivement 25 000 et 5 600 couronnes (2 750 et 618 euros) pour avoir été en possession sur le disque dur de son ordinateur de 39 dessins représentant des personnages de mangas dans des poses sexuelles.
Les législations sont assez hésitantes dans l'encadrement de ces images. Dans de nombreux pays, un critère de réalisme est présent de manière plus ou moins explicite. Parfois, le texte est assez ambigu pour que les juges aient une forte marge d'interprétation.

## Tourisme sexuel et pédopornographie
Des sources de pédopornographie distribuées dans le monde ont été tournées par des personnes pratiquant le tourisme sexuel. La majeure partie des victimes de ce type de tourisme réside dans les pays en voie de développement. Une grande partie de productions pédopornographiques saisie en Suède et aux Pays-Bas dans les années 1990 ont été tournées lors de tourismes sexuels en Asie du Sud-Est. Interpol travaille avec ses 190 pays membres pour lutter contre ce fléau, et lance un premier appel international en 2007 pour identifier un Canadien, Christopher Paul Neil, montré dans une série de 200 photos dans lesquelles il abusait sexuellement de jeunes enfants vietnamiens et cambodgiens.
Au Québec, on constate une augmentation de 102% en 6 ans (entre 2006 et 2012) du nombre d'arrestations liées à la pédocriminalité.

## Législations
Pour un aperçu des articles de loi concernant la pédocriminalité à travers le monde, il y a lieu de consulter la page juridique éditée par Interpol,.
Le terme « pédopornographie » est employé dans le langage juridique alors que sa définition légale n'est pas clairement définie. La Convention sur la cybercriminalité a toutefois permis de définir un « comportement sexuellement explicite ». Celui-ci désigne au moins l'un ou l'autre des comportements réels ou simulés suivants :
- relations sexuelles — y compris génito-génitales, oro-génitales, ano-génitales ou oro-anales — entre mineurs ou entre un mineur et un adulte du même sexe ou de sexe opposé ;
- zoophilie ;
- masturbation ;
- violences sadomasochistes dans un contexte sexuel ;
- exhibition lascive des parties génitales ou de la région pubienne d'un mineur.

Le Conseil de l'Europe a adopté en 2007 la Convention du Conseil de l'Europe sur la protection des enfants contre l'exploitation et les abus sexuels qui interdit la pornographie infantile comme l'abus sexuel sur mineur.
Le droit canadien incrimine généralement toute représentation photographique, filmée, vidéo ou autre, réalisée ou non par des moyens mécaniques ou électroniques. Lors d'une circonstance aggravante, « le tribunal détermine la peine à infliger à une personne déclarée coupable d'infraction au présent article est tenu de considérer comme circonstance aggravante le fait que cette personne a commis l'infraction dans le dessein de réaliser un profit. » En d'autres termes, toute représentation nue d'une personne d'âge mineur sur photo, vidéo ou écrit est considéré, si la caractéristique dominante est la représentation des organes sexuels de l'enfant et ce dans le but de stimuler sexuellement une personne, comme étant de la pornographie juvénile et en ce sens ces représentations sont interdites au Canada.
Le droit français à ce sujet est très développé et a pris de nombreuses mesures contre le développement de la pédophilie. La difficulté venant des mutants technologiques qui rendent les pratiques changeantes. Ainsi en obligeant le législateur à le suivre, le pédopornographe suscite une instabilité juridique. Le principal texte de répression de la pornographie infantile est l'article 227-23 du code pénal qui fait partie d'une disposition portant le nom suivant : « sanction pénale de l'enregistrement, de la diffusion et de la détention d'images pornographiques représentant des mineurs ». Ainsi, il existe trois types de minorités qui sont visées par le texte : la minorité sexuelle, la minorité civile et la minorité pénale. La majorité sexuelle en France est acquise à 15 ans. La majorité civile est acquise à 18 ans. Cependant, dans le domaine de la pornographie, c'est la majorité civile qui est prise en compte, comme le confirme le dernier alinéa de l'article. Selon l'article 2 du décret no 2003-372 du 15 avril 2003 portant publication du protocole facultatif à la convention relative aux droits de l'enfant, concernant la vente d'enfants, la prostitution des enfants et la pornographie mettant en scène des enfants spécifie clairement qu'il est interdit d'afficher des enfants dans un but pornographique. C'est ainsi que, dans certains films français, certains acteurs mineurs peuvent être effectivement vus nus en toute légalité, tant qu'il ne s'agit pas de pornographie.[source insuffisante]

## Pornographie en ligne
Les principaux sites pornographiques mondiaux mettent en œuvre des dispositifs de contrôle des vidéos qui leur sont proposées et collaborent avec les services de police chargés de la lutte contre la pédopornographie.

## Alliance mondiale contre la pédopornographie
Le 5 décembre 2012, les États membres de l'Union européenne, ainsi que l'Albanie, l'Australie, le Cambodge, la Corée du Sud, la Croatie, les États-Unis, la Géorgie, le Ghana, le Japon, la Moldavie, le Monténégro, la Nouvelle-Zélande, le Nigeria, la Norvège, les Philippines, la Serbie, la Suisse, la Thaïlande, la Turquie, l'Ukraine et le Viêt Nam, ont constitué à Bruxelles, une « alliance mondiale » pour lutter contre la diffusion d'images de pédopornographie sur internet et à sensibiliser les autres États sur les objectifs que cette alliance veut poursuivre. Cette initiative vise à étendre davantage la marge de manœuvre de ces États pour lutter contre ce fléau. En effet, la principale difficulté des États à poursuivre les pédocriminels, sont dus aux serveurs informatiques qu'ils utilisent pour répandre des vidéos et des images de pornographie infantile et dont les serveurs ne se trouvent pas sur le territoire du pays, mais dans un pays extérieur a cette alliance.
La commissaire européen aux affaires intérieures Cecilia Malmström a rappelé, lors de la création de cette alliance, que l'industrie de pornographie infantile sur internet génère environ 50 000 nouvelles images chaque année pour une valeur de 250 millions de dollars.

## Littérature
Roman d'anticipation
- Élise Fontenaille, Unica, Paris, Éditions Stock, 2006, 160 p. (ISBN 978-2234058507) - polar d'anticipation autour de la cyber-pédophilie[40]. Prix du Lundi ou Grand Prix de la Science-Fiction Française (SF) 2007 - Prix Rosny aîné 2008